# أسل برزفالسكي
أسل برزفالسكي (الاسم العلمي: Juncus przewalskii) نوع نباتي يتبع جنس الأسل وينتمي إلى الفصيلة الأسلية.